# Ring of Fear (film)
Ring of Fear is een Amerikaanse mystery/avonturenfilm uit 1954 met in de hoofdrollen Clyde Beatty en Mickey Spillane.
De film werd geproduceerd door Wayne-Fellows Productions, het productiehuis van acteur John Wayne en producent Robert Fellows. Beiden tekenden ook als producent van de film.

## Verhaal
Het circus van Clyde Beatty zit slecht in de papieren, vanwege de hele reeks rare ongevallen die de afgelopen periode plaatsvonden in het circus. Mickey Spillane, een mysteryschrijver, doet onderzoek naar de ongevallen en komt er achter, dat er een saboteur aanwezig is in het circus.

## Rolverdeling
| Acteur                  | Personage          |
| ----------------------- | ------------------ |
| Clyde Beatty            | zichzelf           |
| Mickey Spillane         | zichzelf           |
| Pat O'Brien             | Frank Wallace      |
| Sean McClory            | Dublin O'Malley    |
| Marian Carr             | Valerie St. Dennis |
| John Bromfield          | Armand St. Dennis  |
| Pedro Gonzalez-Gonzalez | zichzelf           |
| Emmett Lynn             | Twitchy            |
| Jack Stang              | zichzelf           |
| Kenneth Tobey           | Shreveport         |
| Kathy Cline             | Suzette St. Dennis |